# أليخاندرو ماركيس
أليخاندرو ماركيس (بالإسبانية: Alejandro Marqués) (مواليد 4 أغسطس 2000) هو لاعب كرة قدم إسباني ولد في فنزويلا يلعب كمهاجم في نادي يوفنتس للشباب.

## روابط خارجية
- أليخاندرو ماركيس على موقع قاعدة بيانات كرة القدم.إي يو (الإنجليزية)
- أليخاندرو ماركيس على موقع ناشيونال فوتبول تيمز (الإنجليزية)
- أليخاندرو ماركيس على موقع Soccerway.com (الإنجليزية)
- أليخاندرو ماركيس على موقع عالم كرة القدم.نت (الإنجليزية)